# Chiesa dei Santi Fabiano e Sebastiano (Chianciano Terme)
La Chiesa dei Santi Fabiano e Sebastiano si trova in piazza Matteotti, nel centro dell'antico borgo medievale di Chianciano Terme.

## Storia e descrizione
La chiesa fu costruita nel 1476. Nel 1784 i Lorena la chiusero al culto e ceduta a Girolamo Angelotti che, sei anni dopo, la donò alla Comunità di Chianciano che la fece restaurare. 
Fu ricostruita nel 1846. 
Nel 1954 nella facciata fu posta una Madonna col Bambino di porcellana.
Dietro l'altare della famiglia Angelotti è presente una grande pala lignea raffigurante Maria coi Santi Fabiano e Sebastiano, attribuita al senese Ventura Salimbeni.